# Susan Clark
Susan Clark, pseudonimo di Nora Golding (Sarnia, 8 marzo 1943), è un'attrice canadese.

## Biografia
Nata da George Raymond Golding ed Eleanor Almond McNaughton, una coppia di ricchi canadesi, Susan Clark crebbe a Toronto, dove frequentò la Northern Secondary School. Fin da bambina prese lezioni di danza, canto e pianoforte e, quando ebbe dodici anni, i genitori la iscrissero alla Toronto Children's Players, una scuola di recitazione per ragazzi. Terminati gli studi, iniziò a lavorare come modella e ottenne una prima scrittura nello spettacolo teatrale Silk Stockings.
Dopo aver girato il Canada lavorando per diverse compagnie teatrali, decise di lasciare il paese e trasferirsi a Londra, dove si iscrisse alla Royal Academy of Dramatic Art (R.A.D.A.), e per un certo periodo rimase in Inghilterra, trovando buone opportunità di recitare sui palcoscenici londinesi e alla televisione britannica. Nel 1964 rientrò in Canada e fu allora che venne contattata dai produttori della Universal Pictures, i quali le offrirono un contratto a lungo termine.
Bellezza bruna ed elegante, Clark debuttò sul grande schermo con Il club degli intrighi (1967) e successivamente apparve nei film polizieschi Squadra omicidi, sparate a vista! (1968), con Richard Widmark, e L'uomo dalla cravatta di cuoio (1968), accanto a Clint Eastwood, e nel western Ucciderò Willie Kid (1969), al fianco di Robert Redford. In due occasioni fu partner di Burt Lancaster, prima nel western Io sono Valdez (1971) e successivamente nel poliziesco L'uomo di mezzanotte (1974), ed apparve accanto a Gene Hackman in Bersaglio di notte (1975). Partecipò anche a due pellicole del genere "catastrofico", Airport '75 (1974) e Città in fiamme (1979). Sempre durante gli anni settanta lavorò per la televisione, partecipando a celebri serie come Colombo (1971), Marcus Welby (1969-1972) e Barnaby Jones (1974). Interpretò inoltre il ruolo dell'aviatrice Amelia Earhart in un film per il piccolo schermo dall'omonimo titolo, che le valse una candidatura al premio Emmy quale miglior attrice.
Dopo un primo matrimonio (1970-1973) con Bob Joseph, nel 1980 Clark si risposò con Alex Karras, ex giocatore di football americano, divenuto attore cinematografico e televisivo. La coppia divenne popolare sul piccolo schermo grazie alla sit com Webster, che debuttò nel 1983. Nei panni di Katherine Calder-Young e del marito George Papadapolis, Clark e Karras interpretarono i genitori adottivi di un piccolo orfano di colore (Emmanuel Lewis). La serie, di cui furono girati 150 episodi, andò in onda con successo per sei anni, terminando nel 1989.
Dopo la fine di Webster, Clark rallentò sensibilmente la propria attività artistica, partecipando ancora ad alcune serie come La signora in giallo (1991) e Emily of New Moon (1998-1999), e a lavori teatrali come The Retreat from Moscow (2006) e L'importanza di chiamarsi Ernesto (2007).

## Filmografia

### Cinema
- Il club degli intrighi (Banning), regia di Ron Winston (1967)
- Squadra omicidi, sparate a vista! (Madigan), regia di Don Siegel (1968)
- L'uomo dalla cravatta di cuoio (Coogan's Bluff), regia di Don Siegel (1968)
- Ucciderò Willie Kid (Tell Them Willie Boy Is Here), regia di Abraham Polonsky (1969])
- Tropis - Uomo o scimmia? (Skullduggery), regia di Gordon Douglas (1970)
- Colossus: The Forbin Project, regia di Joseph Sargent (1970)
- Io sono Valdez (Valdez Is Coming), regia di Edwin Sherin (1971)
- Il magliaro a cavallo (Skin Game), regia di Paul Bogart (1971)
- A viso aperto (Showdown), regia di George Seaton (1973)
- L'uomo di mezzanotte (The Midnight Man), regia di Roland Kibbee e Burt Lancaster (1974)
- Airport '75 (Airport 1975), regia di Jack Smight (1974)
- Bersaglio di notte (Night Moves), regia di Arthur Penn (1975)
- La banda delle frittelle di mele (The Apple Dumpling Gang), regia di Norman Tokar (1975)
- Assassinio su commissione (Murder by Decree), regia di Bob Clark (1979)
- Gli spostati di North Avenue (The North Avenue Irregulars), regia di Bruce Bilson (1979)
- Città in fiamme (City on Fire), regia di Alvin Rakoff (1979)
- Promises in the Dark, regia di Jerome Hellman (1979)
- Doppio negativo, regia di George Bloomfield (1980)
- Nobody's Perfekt, regia di Peter Bonerz (1981)
- Porky's - Questi pazzi pazzi porcelloni (Porky's), regia di Bob Clark (1982)
- Butterbox Babies, regia di Don McBrearty (1995)

### Televisione
- The Sentimental Agent – serie TV, 1 episodio (1963)
- Polvere di stelle (Bob Hope Presents the Chrysler Theatre) – serie TV, 1 episodio (1967)
- Il virginiano (The Virginian) – serie TV, episodio 5x22 (1967)
- I giorni di Bryan (Run for Your Life) – serie TV, episodi 3x11-3x12 (1967)
- Something for a Lonely Man, regia di Don Taylor (1968) – film tv
- Sfida sulla pista di fuoco (The Challengers), regia di Leslie H. Martinson (1970) – film tv
- The Bold Ones: The Lawyers – serie TV, 1 episodio (1971)
- Colombo (Columbo) – serie TV, episodio 1x05 (1971)
- Marcus Welby (Marcus Welby, M.D.) – serie TV, 2 episodi (1969-1972)
- I nuovi medici (The Bold Ones: The New Doctors) – serie TV, 1 episodio (1972)
- The Astronaut, regia di Robert Michael Lewis (1972) – film TV
- Poet Game, regia di Silvio Narizzano (1972) – film TV
- La pattuglia dei doberman al servizio della legge (Trapped), regia di Frank De Felitta (1973) – film TV
- Barnaby Jones – serie TV, 1 episodio (1974)
- Double Solitaire, regia di Paul Bogart (1974) – film TV
- Babe, regia di Buzz Kulik (1975) – film TV
- McNaughton's Daughter, regia di Jack Arnold e Daniel Haller (1976) – film TV
- Amelia Earhart, regia di George Schaefer (1976) – film TV
- Hedda Gabler, regia di George Bloomfield (1978) – film TV
- Jimmy B. & André, regia di Guy Green (1980) – film TV
- Sherlock Holmes, regia di Peter H. Hunt (1981) – film TV
- The Choice, regia di David Greene (1981) – film TV
- Maid in America, regia di Paul Aaron (1982) – film TV
- Snowbound: The Jim e Jennifer Stolpa Story, regia di Christian Duguay (1994) – film TV
- Tonya & Nancy: The Inside Story, regia di Larry Shaw (1994) – film TV
- Webster - serie TV, 150 episodi (1983-1989)
- La signora in giallo (Murder, She Wrote) – serie TV, episodio 7x13 (1991)
- Toe Tags, regia di Daniel Petrie Jr. (1996) – film tv
- Emily of New Moon – serie TV, 17 episodi (1998-1999)

## Doppiatrici italiane
- Flaminia Jandolo in L'uomo dalla cravatta di cuoio
- Benita Martini in Io sono Valdez
- Solvejg D'Assunta in Airport '75
- Vittoria Febbi in Bersaglio di notte
- Rita Savagnone in Assassinio su commissione
- Aurora Cancian in Webster